# Eclissi solare del 30 giugno 1992
L'eclissi solare del 30 giugno 1992 è un evento astronomico che ha avuto luogo il suddetto giorno attorno alle ore 12.11 UTC.
L'eclissi, di tipo totale, è stata visibile in alcune parti del Sud America (Uruguay), dell'Oceano Atlantico e dell'Africa.

Animazione dell'evento

La durata della fase massima dell'eclissi è stata di 5 minuti e 21 secondi e l'ombra lunare sulla superficie terrestre raggiunse una larghezza di 294 km; Il punto di massima totalità è avvenuto in mare lontano da qualsiasi terra emersa.
L'eclissi del 30 giugno 1992 è diventata la seconda eclissi solare nel 1992 e la 209ª nel XX secolo. La precedente eclissi solare si è verificata il 4 gennaio 1992, la seguente il 24 dicembre 1992.

## Eclissi correlate

### Eclissi solari 1990 - 1992
Questa eclissi è un membro di una serie semestrale. Un'eclissi in una serie semestrale di eclissi solari si ripete approssimativamente ogni 177 giorni e 4 ore (un semestre) in nodi alternati dell'orbita della Luna.

### Ciclo di Saros 146
L'evento fa parte del ciclo di Saros 146, che si ripete ogni 18 anni, 11 giorni, contenente 76 eventi. La serie è iniziata con un'eclissi solare parziale il 19 settembre 1541. Contiene eclissi totali dal 29 maggio 1938 al 7 ottobre 2154, eclissi ibride dal 17 ottobre 2172 al 20 novembre 2226 ed eclissi anulari dal 1º dicembre 2244 al 10 agosto 2659. La serie termina al membro 76 con un'eclissi parziale il 29 dicembre 2893. La durata più lunga della totalità è stata di 5 minuti, 21 secondi il 30 giugno 1992.